# Hendrik Allik

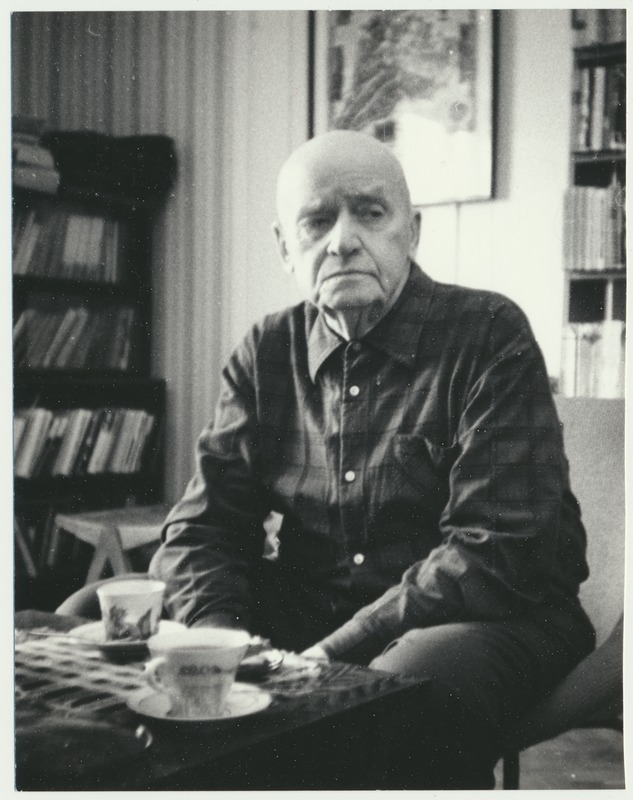
Hendrik Allik (1980)

Hendrik Allik (russisch Хендрик Хансович Аллик; * 15. März 1901 in Abja, Kreis Viljandi, Gouvernement Livland, Russisches Kaiserreich; † 8. Mai 1989 in Tallinn, Estland) war ein sowjetischer Funktionär und Politiker der Kommunistischen Partei der Sowjetunion (KPdSU), der unter anderem zwischen 1943 und 1950 sowie erneut von 1956 bis 1973 stellvertretender Vorsitzender des Ministerrates der Estnischen Sozialistischen Sowjetrepublik (Estnische SSR) war.

## Leben

### Parteifunktionär, Zweiter Weltkrieg und Haftstrafe

Hendrik Allik (1940)

Hendrik Allik wurde nach dem Schulbesuch 1916 Arbeiter in der Baltischen Baumwollfabrik (Balti Puuvillavabrik) und begann dort sein Engagement in der Arbeiterbewegung sowie der Gewerkschaft. 1917 wurde er Mitglied der Sozialdemokratischen Arbeiterpartei Russlands (Bolschewiki) und 1923 sowohl Kooptiertes Mitglied des Zentralkomitees (ZK) der Kommunistischen Partei Estlands EKP (Eestimaa Kommunistlik Partei) als auch Mitglied des ZK des Gesamtsowjetischen Leninschen Kommunistischen Jugendverbandes (Komsomol) in der Estnischen SSR. Wegen seiner Teilnahme an einem kommunistischen Aufstand wurde er im Dezember 1924 zu einer 25-jährigen Freiheitsstrafe verurteilt und kam nach 14 Jahren Haft 1938 im Zuge einer vom diktatorisch regierenden Staatspräsidenten Konstantin Päts verordneten Amnestie frei. Daraufhin wurde er 1938 Mitglied des Politbüros des ZK der EKP.
Nach der ersten sowjetischen Okkupation Estlands im Juni/Juli 1940 und der Gründung der Estnischen Sowjetrepublik wurde er Volkskommissar für Industrie und bekleidete dieses Amt ein Jahr lang bis Juni 1941. Im Anschluss diente er während des Deutsch-Sowjetischen Krieges als Politkommissar des 8. Estnischen Schützenkorps und nahm an Gefechten bei Welikije Luki, Newel und Nowosokolniki teil. Zuletzt war er bis 1943 Politkommissar an der 3. Baltischen Front zwischen Pskow und Narva. Im Anschluss fungierte er zwischen 1943 und 1950 erstmals als Erster stellvertretender Vorsitzender des Rates der Volkskommissare der Estnischen SSR. Zugleich war er nach der Rückkehr der Roten Armee und der Wiederherstellung der sowjetischen Vormachtstellung zwischen 1945 und dem 25. März 1946 auch Volkskommissar für Landwirtschaft der Estnischen SSR. 1947 wurde er zudem Deputierter des Obersten Sowjet der Estnischen SSR. 1948 erwarb er einen akademischen Grad im Fach Wirtschaftswissenschaften an der Technischen Universität Tallinn (Tallinna Tehnikaülikool). 1950 wurde er unter dem Vorwurf von „bourgeoisen Nationalismus“ angeklagt und zu einer 25-jährigen Haftstrafe verurteilt.

### Entstalinisierung und Rückkehr in die Regierung
Nach dem Tode von Josef Stalin und der vom Generalsekretär der Kommunistischen Partei der Sowjetunion Nikita Sergejewitsch Chruschtschow eingeleiteten Entstalinisierung wurde Hendrik Allik 1956 aus der Haft entlassen. Er übernahm daraufhin 1956 wieder das Amt als Erster stellvertretender Vorsitzender des Ministerrates der Estnischen SSR und bekleidete diesen Posten als Stellvertreter des Vorsitzenden des Ministerrates Valter Klauson bis 1973. Er war zwischen 1958 und 1976 auch wieder Mitglied des ZK der Estnischen Kommunistischen Partei sowie von 1959 bis 1967 erneut Deputierter des Obersten Sowjet der Estnischen SSR. Der Wirtschaftsfachmann fungierte des Weiteren von 1961 bis 1973 als Vorsitzender der Staatlichen Plankommission beim Ministerrat der Estnischen SSR. Er war ferner zwischen 1966 und 1970 zudem Deputierter des Obersten Sowjet der UdSSR sowie im Anschluss von 1971 bis 1975 abermals Deputierter des Obersten Sowjet der Estnischen SSR.
Aus seiner Ehe mit Olga Lauristin (1903–2005), Witwe des 1941 verstorbenen Vorsitzenden des Rates der Volkskommissare der Estnischen SSR Johannes Lauristin, ging unter anderem der Sohn Jaak Allik (* 1946) hervor, der unter anderem zwischen 1996 und 1999 Kulturminister sowie 1999 kurzzeitig Minister ohne Geschäftsbereichs war.

## Ehrungen und Auszeichnungen
Für seine langjährigen Verdienste wurde Hendrik Allik mehrmals ausgezeichnet und erhielt unter anderem:
- Leninorden (2×, 1950, 1965)
- Orden der Oktoberrevolution (1971)
- Rotbannerorden (1943)
- Orden des Vaterländischen Krieges (2. Klasse, 1. Klasse 1985)
- Orden der Völkerfreundschaft (1981)